# Hasparren
Hasparren település Franciaországban, Pyrénées-Atlantiques megyében. Lakosainak száma 7615 fő (2022. január 1.). Hasparren Ayherre, Bardos, Bonloc, Briscous, Cambo-les-Bains, Halsou, Jatxou, La Bastide-Clairence, Macaye, Mendionde, Mouguerre és Urt községekkel határos.

## Népesség
A település népességének változása:
| Lakosok száma | 6230 | 6562 | 7031 | 6879 | 7173 | 7498 | 7538 | 7577 | 7615 |
|               | 2013 | 2015 | 2016 | 2017 | 2018 | 2019 | 2020 | 2021 | 2022 |